# Missionsschwestern vom Kostbaren Blut

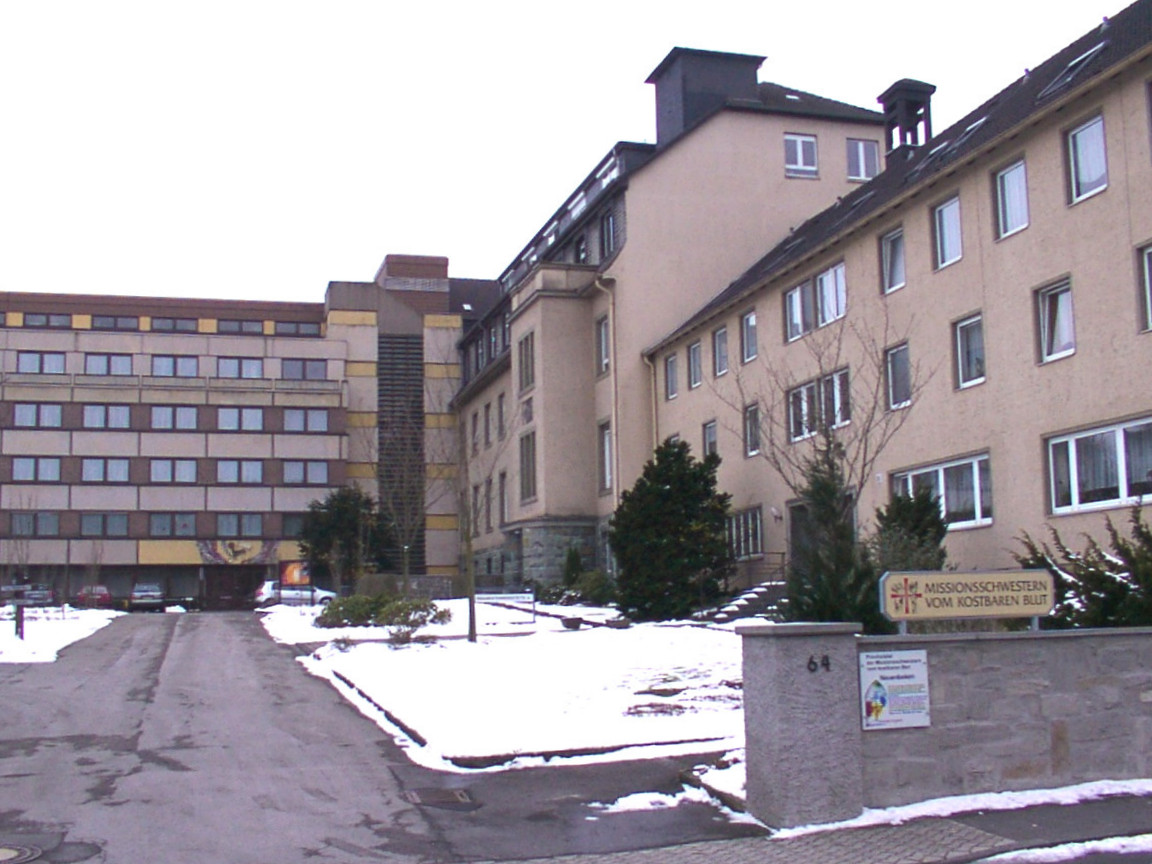
Provinzialat im Paderborner Stadtteil Neuenbeken

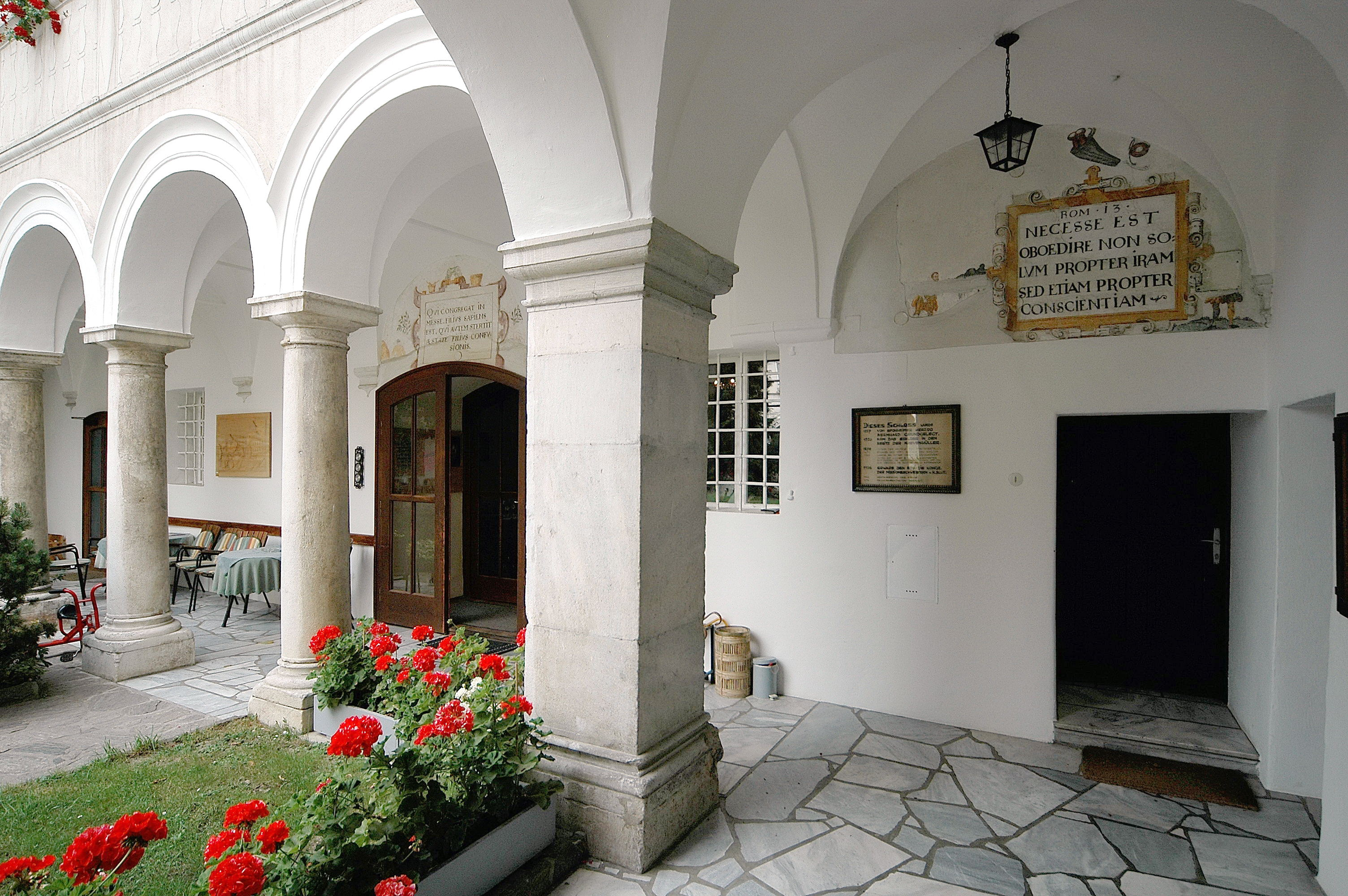
Kloster Wernberg: Arkadenhof-Detail

Die Missionsschwestern vom Kostbaren Blut (Mariannhiller Missionsschwestern, congregatio pretiosi sanguinis, Ordenskürzel: CPS) sind ein katholischer Frauenorden, der im Jahr 1885 von dem österreichischen Trappistenabt Franz Pfanner in Südafrika gegründet wurde. Die Gemeinschaft hat heute rund 1000 Schwestern in 97 Niederlassungen, die unter anderem in Afrika, Österreich, Deutschland, den Niederlanden, Portugal und Rumänien tätig sind.

## Gründung
Im Jahr 1882 gründete Pfanner in Südafrika das Kloster Mariannhill. Der gebürtige Vorarlberger, der ursprünglich zur Trappistenabtei Mariawald in der Eifel in Deutschland gehört und später in Banja Luka in Bosnien ein Kloster gegründet hatte, war von einem Missionsbischof gebeten worden, in Afrika eine Abtei des Ordens zu errichten. Da die Trappisten streng beschaulich leben, stand in Mariannhill die aktive seelsorgliche Arbeit, die normalerweise die Missionsorden auszeichnet, ursprünglich im Hintergrund. Abt Pfanner merkte bald, dass die trappistische Lebensform der Situation vor Ort nicht gerecht wurde. Er sah sich durch Anfragen und Wünsche der Menschen in seiner Umgebung herausgefordert, ihnen Unterricht, Katechesen und handwerkliche Ausbildung anzubieten. Dabei ging es ihm vor allem darum, alle Menschen unabhängig von Volkszugehörigkeit, Religion und Geschlecht in gleicher Weise zu fördern, was der britischen Kolonialregierung ein Dorn im Auge war.
Im Jahr 1885 rief Pfanner für seine Arbeit deutsche Missionshelferinnen ins Land. Dies ist die Geburtsstunde der Missionsschwestern vom Kostbaren Blut, deren Gründungstag der 8. September 1885 ist. Ein Jahr später kam die Rheinländerin Josephine Emunds (1865–1948), die aus Schleiden bei Aachen stammte, nach Mariannhill. Als Schwester Maria Paula prägte sie entscheidend in den Folgejahren den Orden. Bereits als Novizin übernahm sie das Amt der Novizenmeisterin.
1907 wurde Schwester Maria Paula Emunds zur Generaloberin. Sie hatte dieses Amt 25 Jahre inne. Dabei setzte sie sich vor allem für die Unabhängigkeit der Kongregation von den Trappisten in Mariannhill ein, ein Ziel, das sie 1929 erreichte.

## Geschichte
Der Orden der Missionsschwestern vom Kostbaren Blut verbreitete sich nach seiner Gründung zunächst in Afrika. 1889 errichtete Schwester Paula Emunds die erste europäische Niederlassung in den Niederlanden, weil einige europäische Frauen, die der Kongregation beitraten, keine Berufung für die Mission hatten. Weitere Niederlassungen in Afrika entstanden 1898 im Kongo und in Deutsch-Ostafrika, 1908 in Kenia und 1909 in Südrhodesien. 1909 gründete die Kongregation ein erstes Haus in Deutschland, das Herz-Mariae-Kloster in Diefflen. Seit 1916 sind die Schwestern in Dänemark, seit 1925 in den USA präsent. Im Jahr 1935 gründete die Kongregation im Renaissanceschloss Wernberg (Kärnten) eine Niederlassung in Österreich, 1948 kamen die Schwestern nach Papua-Neuguinea, 1951 nach Kanada, 1958 nach Portugal und 1986 nach Südkorea. Seit 1993 gibt es Mariannhiller Missionarinnen im Banat in Rumänien und übernehmen dort seelsorgliche und soziale Dienste.
Einen kritischen Einblick in die Arbeit des Ordens in Afrika gab die ehemalige Ordensschwester Majella Lenzen (Schwester Maria Lauda) in ihrem 2009 erschienenen Buch „Das möge Gott verhüten“. Sie schildert darin ihre Tätigkeit als Schwester in Tansania und Kenia. Durch ihre Tätigkeit in der AIDS-Prävention geriet sie in einen unauflösbaren Konflikt mit der Amtskirche und trat infolgedessen aus dem Orden aus.

## Generaloberinnen
(Quellen:)
- Paula Emunds (1906 – 1931)
- Ebba Tirpitz (1931 – 1959)
- Imeldis Mülder (1959 – 1971)[5]
- Adelberta Reinhart (1971 – 1985)
- Manuela Randerath (1985 – 1997)
- Nancy Iampietro (1997 – 2007)
- Ingeborg Müller (2007 – 2017)
- Monica Mary Ncube (seit 2017)

## Tätigkeiten
Mariannhiller Missionsschwestern sind in verschiedenen Bereichen tätig: Sie arbeiten im pädagogischen Bereich (Kindergarten, Schule, Krankenpflegeschulen, Behinderteneinrichtungen), im sozial-karitativen Bereich (Krankenhaus, ambulante Krankenhilfe, AIDS-Aufklärung, Armenfürsorge, Selbsthilfeprojekte, Betreuung von Flüchtlingen), im haus- und landwirtschaftlichen Bereich (Gartenarbeit, Landwirtschaft, Hostienbäckerei), im seelsorglichen Bereich (Sakramentenkatechese, Ehe- und Familienpastoral, Kinder- und Jugendseelsorge, religiöse Erwachsenenbildung, Katechetenausbildung, geistliche Begleitung sowie die Verbundenheit im Gebet mit anderen Menschen), der missionarischen Bewusstseinsbildung und im künstlerischen Bereich (Kunstwerkstätten für Malerei, Mosaik-, Email- und Tonarbeiten, Paramentenstickerei), z. B. die Lumko Art School von Josepha Selhorst in Südafrika. Im Kloster Wernberg in Kärnten betreiben die Schwestern vom Kostbaren Blut ein Bildungshaus und eine Gästepension. Schwester Anna Mirijam Kaschner CPS ist seit 2009 Generalsekretärin der Nordischen Bischofskonferenz.